# Lactophrys bicaudalis
El chapín pintado (Lactophrys bicaudalis) es una especie de peces de la familia Ostraciidae en el orden de los Tetraodontiformes.

## Morfología
Los machos pueden llegar alcanzar los 48 cm de longitud total.

## Alimentación
Come una amplia variedad de pequeños invertebrados del fondo marino (como mejillones, crustáceos incluyendo cangrejo ,  estrellas de mar,  erizos de mar,  pepinos de mar y tunicas) y algas.

## Hábitat
Es un pez de mar de clima tropical y asociado a los  arrecifes de coral que vive entre 3-50 m de profundidad

## Distribución geográfica
Se encuentra en el Atlántico occidental (desde Florida, las Bahamas y el sur del Golfo de México hasta el Brasil) y el  Atlántico oriental (Isla de la Ascensión ).